# Izquierda Democrática (Equador)
Izquierda Democrática («Esquerra Democràtica», ID) és un partit polític de l'Equador d'ideologia socialdemòcrata. Fou fundat en 1967, quan Rodrigo Borja i un grup de militants joves van abandonar el Partit Liberal amb el projecte de fundar un grup que ocupés el nínxol ideològic de l'esquerra no marxista i sotmès a les regles del joc del sistema constitucional. Rodrigo Borja, el seu principal dirigent i ideòleg, va arribar a la presidència de la República el 1988.
Malgrat els seus posicionaments socialdemòcrates, el partit ha representat tradicionalment a una elit d'idees més o menys progressistes, amb una menor implantació entre les classes treballadores, que sovint tendeixen a donar suport a partits més populistes. La força majoritària del partit es troba a la zona de la serralada, mentre que a la costa, on domina el seu adversari tradicional el Partido Social Cristiano, és força més minoritari. L'actual alcalde de Quito, Paco Moncayo, és d'Izquierda Democrática.